# Браун, Дуглас (легкоатлет)
Чарльз Дуглас Браун (англ. Charles Douglas Brown; род. 1 марта 1952, Детройт, Мичиган) — американский легкоатлет, специалист по стипльчезу, бегу на длинные дистанции и кроссу. Выступал на профессиональном уровне в 1972—1983 годах, двукратный чемпион США, многократный призёр международных и студенческих первенств, участник двух летних Олимпийских игр. Тренер по лёгкой атлетике.

## Биография
Даг Браун родился 1 марта 1952 года в Детройте, штат Мичиган.
Занимался лёгкой атлетикой во время учёбы в Университете Теннесси, состоял в местной университетской команде Tennessee Volunteers, успешно выступал на различных студенческих соревнованиях, в том числе на чемпионатах Национальной ассоциации студенческого спорта (NCAA).
Впервые вошёл в основной состав американской сборной в сезоне 1972 года, выиграв серебряную медаль в беге на 3000 метров с препятствиями на олимпийском отборочном турнире в Юджине. Благодаря этому успешному выступлению удостоился права защищать честь страны на летних Олимпийских играх в Мюнхене — на предварительном квалификационном этапе стипльчеза показал результат 8:41.2, чего оказалось недостаточно для выхода в финальную стадию.
В 1973 году в беге на 3000 метров с препятствиями одержал победу на чемпионате NCAA в Батон-Руже и на чемпионате США в Бейкерсфилде. Будучи студентом, представлял Соединённые Штаты на Всемирной Универсиаде в Москве, где в той же дисциплине финишировал седьмым.
Окончив университет, присоединился в именитому легкоатлетическому клубу Athletics West, спонсируемому компанией Nike.
На олимпийском отборочном турнире 1976 года в Юджине превзошёл всех соперников в стипльчезе и завоевал золотую награду — тем самым отобрался на Олимпийские игры в Монреале. На сей раз показал время 8:33.25 и вновь в финал не вышел.
В 1978 году принял участие в большом европейском туре, попал в число призёров на турнирах DN Galan в Стокгольме, Athletissima в Лозанне, ISTAF в Берлине и др. В Берлине установил свой личный рекорд в стипльчезе — 8:19.29.
В 1980 году вновь выиграл американский национальный чемпионат и стал серебряным призёром на олимпийском отборочном турнире в Юджине. Планировалось участие в Олимпийских играх в Москве, однако Соединённые Штаты вместе с несколькими другими западными странами бойкотировали эти соревнования по политическим причинам. За пропуск этой Олимпиады Браун впоследствии был награждён Золотой медалью Конгресса.
В 1983 году отметился выступлением на чемпионате мира по кроссу в Гейтсхеде, где занял итоговое 118-е место.
После завершения спортивной карьеры проявил себя на тренерском поприще, в частности в 1985—1994 годах в качестве главного тренера возглавлял кроссовую команду Университета Теннесси.
За выдающиеся спортивные достижения введён в Зал славы спорта штата Теннесси